# إسلام كريموف
إسلام عبدالغنيفتش كريموف (بالأوزبكية: Ислом Абдуғаниевич Каримов) (بالروسية: Ислам Абдуганиевич Каримов)،‏ (30 يناير 1938 - 2 سبتمبر 2016) رئيس أوزبكستان منذ استقلالها عن الاتحاد السوفيتي في عام 1991، وقد كان قبلها زعيم الحزب الشيوعي الأوزبكي من عام 1989 إلى العام 1991 وقد خلف رفيق نيشونوف.
ولد في سمرقند عام 1938، ودرس الهندسة والاقتصاد وعمل مهندساً في الطيران من 1961 إلى 1966، ثم تولى بعدها مناصب حكومية، وفي عام 1989 تولى الحكم في أوزبكستان ومددت ولايته إلى عام 2000 بموجب استفتاء وفاز في انتخابات أجريت في تلك السنة دون منافس، وفي استفتاء عام 2002، مددت فترة ولايته من 5 إلى 7 سنوات، وفاز بفترتي ولاية أخريين عقب انتخابات أجريت في عام 2007 وفي مارس 2015، وهي الانتخابات التي وصفها معارضون بأنها مزيفة.
يوصف حكم كريموف بالقسوة الشديدة تجاه معارضيه حيث استخدم الخطر المتمثل في التشدد الإسلامي ذريعة لتغييب حقوق الإنسان، ورغم الانتقادات بخصوص انتهاك حقوق الإنسان وقمع المعارضة السياسية، فإن كريموف تقرب من الولايات المتحدة، وأصبح حليفا لها في الحرب على الإرهاب.
في 28 أغسطس 2016 أصيب بجلطة دماغية  وفي يوم 2 سبتمبر حصل غموض في حقيقة وفاته بعد أن أعلنت وكالات إخبارية نبأ وفاته لتتراجع عن ذلك وتؤكد من جديد

## الصعود إلى السلطة
ولد كريموف في دار للأيتام في سمرقند. ودرس الاقتصاد والهندسة في الجامعة. وانضم للحزب الشيوعي الحاكم للاتحاد السوفييتي، وأصبح مسئولاً فيه. ثم صار الأمين العام الأول للحزب في عام 1989. وفي 24 مارس 1990 تولى رئاسة جمهورية أورزبكستان الاشتراكية السوفييتية. وفي الحادي والثلاثين من أغسطس عام 1991 أعلن استقلال أوزبكستان عن الاتحاد السوفييتي، ودعا لانتخابات رئاسية فاز فيها بنسبة 86 % في التاسع والعشرين من ديسمبر 1991. ولم تكن الانتخابات نزيهة نظراً لسيطرة الدولة على أجهزة الدعاية ووسائل الإعلام، مع التلاعب في الأصوات. وبرغم مشاركة زعيم المعارضة محمد صالح رئيس حزب إيرك (الحرية) فيها.

## الرئاسة
في عام 1995 حصل كريموف من خلال استفتاء عام على فترة رئاسة ثانية، ووجهت الكثير من الانتقادات على هذا الاستفتاء. وأعيد انتخابه مرة ثالثة في 9 يناير 2000، وحصل على نسبة 91.9 في المائة، في حين وصفت الولايات المتحدة الانتخابات بأنها «لم تكن لا حرة ولا نزيهة، ولم تتح الفرصة العادلة للناخبين الأوزبك على اختيار رئيس حقيقي». وقد اعترف مرشح المعارضة الوحيد عبد الحافظ جلالوف ضمنيا، أنه شارك في العملية الانتخابية لجعل الأمر يبدو ديمقراطيا، وصرح علنا أنه صوت لصالح كريموف.
لكن رأي أمريكا المنتقد له تغير جذريا بعد أحداث الحادي عشر من سبتمبر، إذا اعتبرته حليفا استراتيجيا في مجموعة الدول المتحالفة للقضاء على الإرهاب، وسخر الكثير من إمكانات بلاده في الحرب على أفغانستان. فأقامت الولايات المتحدة على أرض أوزبكستان قاعدة كارشي خاناباد قادت منها الولايات المتحدة العمليات على أفغانستان، من اجل إسقاط طالبان.
انتقدت منظمة رعاية حقوق الإنسان هذا التحالف، وقالت أن الولايات المتحدة تغض النظر عن انتهاكات حقوق الإنسان في أوزبكستان نظير خدمة الأخيرة لها في الحرب على الإرهاب. لكن العلاقات بين البلدين ساءت حين أبدت الولايات المتحدة انتقادا لحكومة أوزبكستان على تعاملها الدموي لمظاهرات أنديجان، فردت الحكومة الأوزبكية بالدعوة إلى إجلاء القاعدة العسكرية الأمريكية من أراضيها. وبالفعل أخل القوات الأمريكية القاعدة العسكرية كارشي خاناباد في تموز 2005.
على الصعيد الداخلي فقد قام كريموف بإعلان الحرب على الجماعات الإسلامية المتشددة وهي الحركة الإسلامية الأوزبكية وحزب التحرير والمنظمات الإسلامية الأخرى، ووصفها بأنها إرهابية. وفي نفس الوقت حكم على قادة هذه الجماعات ومنهم توهير يولدوش وجمعة نمانغاني بالإعدام غيابياً. وقتل نمانغاني في أفغانستان عام 2001، وقتل توهير يولدوش في غارة جوية في أغسطس 2009. سمى كريموف هذا القمع للإسلاميين بأنه مكافحة الإرهاب. وقامت الحكومة الأوزبكية بين عامي 1991 و2004 باعتقال أكثر من 7000 إسلامي، وقمع أئمة مساجد من امثال محمد رجب الذي دعا إلى ضرورة إقامة نظام ديمقراطي أكثر انفتاحا في أوائل التسعينات.
سعى كريموف إلى ولاية أخرى في انتخابات ديسمبر 2007 الرئاسية، ففي نوفمبر 2007 قبل كريموف ترشيح الحزب الديمقراطي الليبرالي له لفترة رئاسية ثالثة. وجرت الانتخابات يوم 23 ديسمبر، وأظهرت النتائج الرسمية الأولية فوز كريموف بنسبة 88.1 % من الأصوات بنسبة مشاركة وصلت إلى 90.6، وقامت عدة منظمات موالية للنظام مثل منظمة شنغهاي للتعاون ورابطة الدول المستقلة بمراقبة الانتخابات، وأعطت تقييما إيجابيا لها. غير ان المراقبين من منظمة الأمن والتعاون الاوربي انتقد الانتخابات بشدة، وأعلنت أنها افتقرت إلى وجود فرصة اختيار حقيقية للناخب الأوزبكي. في حين وصف مراقبون آخرون الانتخابات أنها «تمثيلية سياسية»، نظرا لأن المنافسين الثلاثة له أعلنوا تأييدهم له في حملاتهم الانتخابية.

## حقوق الإنسان وحرية الصحافة
انتقدت منظمات دولية عديدة النظام الأوزبكي بسبب انتهاكاته المستمرة لحقوق الإنسان وقمعه لحرية الصحافة. ومن الشاهدين على هذه التصرفات السفير البريطاني السابق في أوزبكستان كريغ ميراي 2002 – 2004، وكتب مذكراته المعنونة «جريمة قتل في سمرقند» عن الفساد المالي المستشري وانتهاكات حقوق الإنسان، ووصف نوعا بشعا من التعذيب في معتقلات النظام وهو عبارة عن «غلي الناس حتى الموت».
وصفت هيئة الأمم المتحدة سياسة التعذيب في السجون لخصوم النظام بأنه سياسة ممنهجة ومستمرة في الدولة. وعلى مدى سنوات عدة اختارت مجلة بريد كريموف كواحد من أسوأ الحكام المستبدين، مشيرة إلى سياسات التعذيب والرقابة على الإعلام وتزوير الانتخابات.
بعد وفاته، صرح ستيف سويردلو الباحث في قسم آسيا الوسطى في منظمة رعاية حقوق الإنسان: «ترك إسلام كريموف إرثا من القمع الوحشي لربع قرن. ولقد حكم كريموف بالخوف، وأنشأ نظاما تغذى من أسوأ انتهاكات حقوق الإنسان: التعذيب والاخفاء القسري، والسحق الممنهج للمعارضة. ولو اعتمدنا حدثا واحدا في السنوات الـ 27 الماضية لتذكر كريموف سيكون مذبحة أنديجان.»

## حياته الشخصية
تزوج من تاتيانا كاريموفا وهي خبيرة اقتصادية، ولديه ابنتان وثلاثة أحفاد. ابنته الكبرى جلنار كريموفا تعمل مسشتارا للسفير الأوزبكي في روسيا. وقد بنى كريموف خلال فترة رئاسته إمبراطورية تجارية واسعة النطاق، تضم أكبر شركة للهاتف المحمول في البلاد وسلسلة من النوادي الليلية ومصانع إسمنت.
أما ابنته الصغرى لولا فقد عرفت في البلاد بدورها في تعزيز الرياضة والتعليم فضلا عن دفاعها عن حقوق الأطفال. وأسست منظمات خيرية كثيرة منها منظمة «أنت لست وحدك» والجمعية الجمهورية لمساعدة الأيتام. كما تبذل جهدا في دعم الأطفال المعاقين وغيرهم من ذوي الاحتياجات الخاصة.

## روابط خارجية
- إسلام كريموف على موقع الموسوعة البريطانية (الإنجليزية)
- إسلام كريموف على موقع مونزينجر (الألمانية)
- إسلام كريموف على موقع إن إن دي بي (الإنجليزية)
- إسلام كريموف على موقع أوليمبيديا (الإنجليزية)